# Le Faiseur de statuettes
Pour plus de détails, voir Fiche technique et Distribution.
Le Faiseur de statuettes est un film français de René Plaissetty, sorti en 1926. 

## Synopsis
A Montmartre, la très belle Roucha danse dans un cabaret de Montmartre. Un américain voyageant à Paris admire la beauté de Roucha. Il désire immortaliser son souvenir en commandant une statuette à un artiste de talent devenu pauvre. Le mari de Roucha qui dirige le cabaret où celle-ci danse est maladivement jaloux. Découvrant le travail de l'artiste, il le poignarde et fait accuser sa femme.

## Fiche technique
- Réalisation : René Plaissetty
- Scénario : Edmond Epardeau
- Auteur : Marcel Nadau
- Société de production : Gaumont
- Pays de production : France
- Format : Noir et blanc - Muet
- Année de sortie : 1926

## Distribution
- Maurice de Feraudy
- Pierre Magnier
- Pierre Daltour
- Nicole Robert